# Bernhard Graser
Johann Bernhard Graser (* 28. April 1841 in Guben; † 25. Februar 1909 in Frankfurt am Main) war ein deutscher Altphilologe und Diplomat.
Nach dem Besuch der Gymnasien in Guben und Torgau studierte er seit 1858 Klassische Philologie und Theologie an der Universität Berlin und Halle, wo er am 29. Februar 1864 promoviert wurde. Seit Juni 1864 war er Lehrer am Köllnischen Gymnasium in Berlin. Am 17. Januar 1865 legte er das Staatsexamen für das höhere Lehramt ab. 1865/66 erhielt er das Reisestipendium des Deutschen Archäologischen Instituts. Sein Forschungsgebiet war das antike Seewesen.
Seit dem 1. April 1872 arbeitete er im Auswärtigen Amt. 1873–1875 war er Konsul in Odessa, 1875–76 leitete er kommissarisch das Generalkonsulat in Belgrad und das Vizekonsulat in Sulina. 1876–1880 war er Konsul in Port-au-Prince. 1881–1884 arbeitete er im Auswärtigen Amt in Berlin. 1885–1885 war er als Konsul in Montevideo eingesetzt, von 1885 bis 1904, als er in den Ruhestand trat, war er deutscher Konsul bzw. Generalkonsul in Helsingfors. Danach lehrte er noch an der Akademie für Sozial- und Handelswissenschaften in Frankfurt.

## Veröffentlichungen
- De veterum triremium fabrica, Halle 1864 (Dissertation)
- De veterum re navali, Berlin 1864 De veterum re navali, Berlin 1864
- Untersuchungen über das Seewesen des Alterthums, in: Philologus. Supplementband 3, 1865, 136–284
- Das Model eines athenischen Fünfreihenschiffes Pentere aus der Zeit Alexanders des Großen im kgl. Museum zu Berlin, Berlin 1866
- Die Gemmen des königlichen Museums zu Berlin mit Darstellungen antiker Schiffe, Berlin 1867 Die Gemmen des königlichen Museums zu Berlin mit Darstellungen antiker Schiffe, Berlin 1867
- Ueber das Seewesen der alten Aegypter, Berlin 1869
- Die ältesten Schiffsdarstellungen auf antiken Münzen ...namentlich die altpersischen und die phönicischen im Vergleich mit den griechischen und den römischen Darstellungen, Berlin 1870